# Sebastian Schorr
Sebastian Schorr (* 23. November 1989 in St. Wendel) ist ein deutscher Politiker (CDU). Seit 2025 ist er Abgeordneter im Landtag des Saarlandes.

## Leben
Schorr ist Politikwissenschaftler. Von 2014 bis 2025 war er als Beamter im saarländischen Ministerium für Inneres, Bauen und Sport tätig. Dort war er zunächst persönlicher Referent und Büroleiter von Minister Klaus Bouillon (CDU). Zuletzt leitete er das Referat für Kabinetts- und Parlamentsangelegenheiten im Büro von Minister Reinhold Jost (SPD).
Schorr lebt im St. Wendeler Stadtteil Urweiler.

## Politik
Schorr ist Mitglied der CDU. Seit 2019 ist er Mitglied des Stadtrats von St. Wendel, seit 2022 als Vorsitzender der dortigen CDU-Fraktion.
Bei der Landtagswahl im Saarland 2022 kandidierte Schorr auf Platz zehn der CDU-Liste im Wahlkreis Neunkirchen, verfehlte jedoch zunächst den Einzug in den Landtag. Er rückte im April 2025 für Roland Theis in den Landtag des Saarlandes nach.